# Chamatkar – Der Himmel führt uns zusammen…
Chamatkar – Der Himmel führt uns zusammen… (Hindi: चमत्कार, camatkār; dt.: Wunder) ist ein Hindi-Film von Rajiv Mehra aus dem Jahr 1992.

## Handlung
Sunder Srivastava ist ein junger Hochschulabsolvent, dessen Berufung es ist, den Lebenstraum seines Vaters zu erfüllen und eine Schule in seinem Heimatort zu erbauen. Doch ihm fehlt das Geld für das Vorhaben. Sunders Kindheitsfreund Prem, ein erfahrener Hochstapler der in Bombay tätig ist, überredet den gutgläubigen Sunder, sein Land zu beleihen und nach Dubai zu fliegen. Prem verspricht Sunder einen gut bezahlten Job als Lehrer in Dubai, der Sunder genug Geld einbringen wird, seinen Plan innerhalb zwei Jahren in die Tat umzusetzen. Sunder tat was ihm empfohlen und kommt nach Bombay um Prem zu treffen. Doch es ist kein Zeichen seines Freundes zu sehen. Sunder wird unfreiwillig Opfer eines Taschendiebstahls und verliert sein Gepäck und sein Geld. Um das Pech perfekt zu machen, findet Sunder einen Entschuldigungsbrief in dem Prem ihm mitteilt, dass er seine 10.000 Rupien verbraucht hat, um selbst nach Dubai zu gehen und sie ihm eines Tages zurückzahlen will.
Sunder wandert zu einem alten christlichen Friedhof. Auf einem alten Grab sitzend macht er seinem Ärger Luft, entschuldigt sich aber gleich wieder bei dem Toten für seinen Ausbruch. Das amüsiert den Geist von Amar Kumar alias Marco, der einem Mord zum Opfer gefallen war und vor 20 Jahren begraben wurde. Marco erklärt einem erschrockenen Sunder, dass er der berüchtigte Don war und der von seiner großen Liebe Savitri überzeugt wurde, das Verbrecherdasein aufzugeben. Einen Tag nach der Hochzeit wurde er von seinem Schützling Kunta ermordet.
Marco braucht Sunders Hilfe und verspricht ihm dafür einen Job und eine Bleibe. Marco verschafft ihm eine Anstellung bei seinem Schwiegervater. Alle finden Gefallen an den Tätigkeiten des neuen Lehrers, so auch Marcos Schwägerin. Der Schuft Kunta macht einen Versuch das alles zu unterbinden. Dem College fehlt Geld und es wird ein Cricket-Match organisiert, um Geld zu sammeln. Sunder und seinem Team wird von Marco geholfen, was ihm einen Sieg beschert. Als Sunder versucht den Anderen zu sagen, dass er Marco sehen und hören kann, glaubt ihm keiner. Am Schluss, entführt Kunta Sunder, seine Freundin und Marcos Schwiegervater, doch Marco, der freundliche Geist, rettet sie. Dabei befreit er sich von dem 26 Jahre alten Fluch, der ihn zum Geist verdammte, bis er eine gute Tat vollbringt. Die Mission ist vollbracht und Marco verabschiedet sich von Allen.